# Вахпекуте

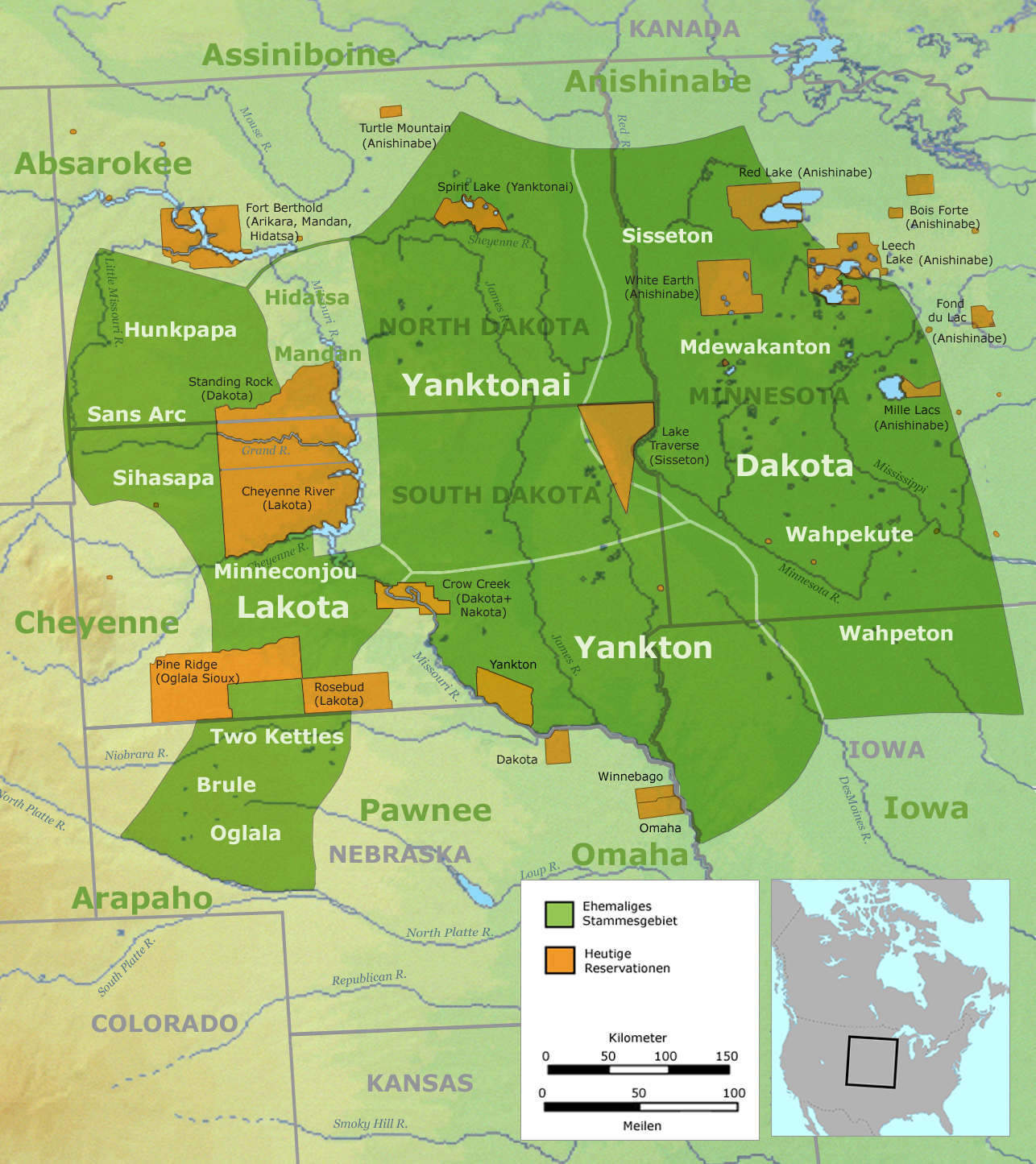
Историческая область расселения племён санти (дакота).

Вахпекуте, вахпекуте-сиу (англ. Wahpekute; самоназвание на дакота — Waȟpékhute) — индейское племя языковой семьи сиу, входит в состав народа санти, наиболее близки к мдевакантонам.

## История
Вахпекуте, как и остальные племена санти, ранее проживали западнее Великих озёр.  В XVIII веке под давлением оджибве отступили к югу. 

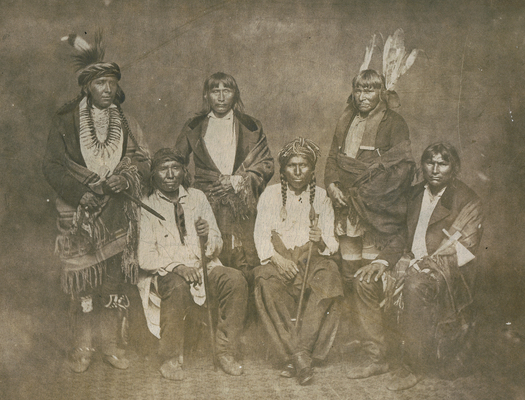
Группа мдевакантонов и вахпекуте во время поездки в Вашингтон в 1858 году

В 1804 году, согласно Льюису и Кларку, вахпекуте проживали в районе реки Редвуд и насчитывали около 150 мужчин. Во время англо-американской войны вахпекуте в основном поддерживали британцев.
Примерно в середине XIX века часть вахпекуте переселилась к реке Вермиллион, на территорию современного штата Южная Дакота. Эта группа не участвовала в подписании договора с США в 1851 году и была наиболее враждебна к белым людям. Позже, эту часть племени, которая насчитывала 10-15 типи, возглавил известный вождь вахпекуте Инкпадута, который 13 марта 1857 года устроил настоящую резню близ Спирит-Лейк.
В 1862 году вахпекуте приняли участие в восстании санти. После капитуляции восставших, большая часть вахпекуте была выселена из Миннесоты в небольшую резервацию Кроу-Крик на реке Миссури. Группе, которую возглавлял Инкпадута, удалось уйти к янктонаям и лакота.
Ныне вахпекуте и их потомки проживают в нескольких резервациях, расположенных в Миннесоте, Небраске, Северной Дакоте, Южной Дакоте, Монтане и Манитобе.